# Zip’s Brewhouse
A zip's Brewhouse egy látványfőzde és sörétterem Miskolcon, a Macropolis üzletközpontban (Arany János tér 1). Az ország egyetlen látványsörfőzdéje.
A söröző a sörfőzőrendszereket gyártó és telepítő, 1993-ban alapított és azóta világszerte ismertségre tett ZIP Technologies sörözőjeként nyílt 2012-ben. Az eredeti ötlet szerint az üzleti partnereiknek mutatták volna be a sörfőzés teljes folyamatát, végül azonban teljes látványsöröző és étterem alakult ki az ötletből. Az ezt követő öt évben több mint 80 sörreceptet kísérleteztek ki, köztük egzotikumokat is, emellett a Jameson ír whiskey-vállalattal közösen is készült sörük. Sörfőző mesterük Turóczi József volt, aki 22 országban tanította már be a zip's felszereléseit használó sörfőzőket.
A cég rendszeres résztvevője a sörfesztiváloknak. Sörtúrákon mutatják be a sör készítését, de a Macropolis-beli éttermükben az üvegfalon át is látható, ahogyan készül.
2014-ben a zip's az Év Sörfőzdéje lett.

## Sörházak és éttermek
- zip's Brewhouse (Macropolis)
- Bomboloni Miskolc by zip's (Széchenyi u.)
- zip's Beer & Tapas (Szinva terasz)
- Craftsmühle by zip's (Bécs)